# Tony Ingham
Tony Ingham (* 18. Februar 1925 in Harrogate; † 21. April 2010) war ein englischer Fußballspieler auf der Position eines Verteidigers. Mit 555 Einsätzen hält er den Einsatzrekord seines langjährigen Vereins Queens Park Rangers, bei dem er als Spieler zwischen 1950 und 1963 unter Vertrag stand.

## Leben
Ingham ging aus dem Nachwuchs seines Heimatvereins Harrogate Town hervor. 1947 wurde er Profispieler und wechselte zu Leeds United. Dort konnte er sich nicht durchsetzen und wechselte 1950 zu den Queens Park Rangers, bei denen er  bis zu seinem Rückzug aus dem Profifußball 1963 unter Vertrag stand und in dieser Zeit 514 Ligaspiele absolvierte, in denen er drei Tore erzielte.
Nach seiner aktiven Laufbahn blieb er seinem langjährigen Verein weiterhin verbunden. Zunächst arbeitete er als Manager und 1981 wurde er Mitglied des Vorstands.